# Nueva era (álbum de Yuri)
Nueva era es el título del 13°. álbum de estudio grabado por la cantante mexicana Yuri. Fue lanzado al mercado al mercado bajo los sellos discográficos Sony Latin y Columbia Records el 19 de octubre de 1993. El álbum Nueva era fue producido por Alejandro Zepeda.  Con este disco, y nuevamente de güera, Yuri vuelve a alcanzar los primeros lugares de popularidad en México y los países de habla hispana principalmente debido al tema "Detrás de mi ventana" del cantautor guatemalteco Ricardo Arjona.

## Antecedentes
Yuri pensando seriamente en hacer un crossover debido a la cantidad de fanes que tiene en los EE. UU. es presionada y convencida por la disquera de grabar nuevamente en español.

## Realización y Promoción
Yuri vuelve a alcanzar los primeros lugares de popularidad en México y los países de habla hispana principalmente debido al tema "Detrás de mi ventana" del cantautor guatemalteco Ricardo Arjona.
"Amiga Mia" y "Si falta el amor" también arrasan en el hit parade.

## Recepción
Este disco logra doble disco de oro en México y disco de oro en Estados Unidos y Latinoamérica. Debido al éxito en algunas estaciones de radio también se cuelan los temas "Yo sé" y "Celia mix".

## Lista de canciones
| Pista | Título                                              | Autor(es)                                                                            | Duración |
| ----- | --------------------------------------------------- | ------------------------------------------------------------------------------------ | -------- |
| 01    | Yo sé                                               | E. Morgeson · H. Boone · M. Resto · S. Fernández Adapt: al español: Alejandro Zepeda | 4:31     |
| 02    | Amiga mia                                           | Horacio Lanzi                                                                        | 4:22     |
| 03    | Mi amor es para ti                                  | E. Morgeson · R. Hilliard · M. Resto · M. T. Lucio · S. Fernández                    | 4:11     |
| 04    | Detrás de mi ventana                                | Ricardo Arjona                                                                       | 4:40     |
| 05    | Un poco más cerca                                   | Vanni, D'Onofrio · Alejandro Zepeda                                                  | 4:50     |
| 06    | Música y lágrimas (Musica e lagrimas)               | C. Rabelo · R. Arias Adapt: al español: Alejandro Zepeda                             | 4:22     |
| 07    | Entiende de una vez                                 | E. García · Adapt: al español: R. Tornel · Alejandro Zepeda                          | 3:44     |
| 08    | El ritmo de mi puerto (Deixa pra la)                | L. Caldas · P. Caldas Adapt: al español: R. Tornel · Alejandro Zepeda                | 4:21     |
| 09    | Si falta el amor                                    | Carlos Lara                                                                          | 3:55     |
| 10    | Celia Mix: Bemba colora/El yerbero moderno/Quimbara | L. Claf · N. Mili · J. Cepeda                                                        | 6:44     |
| 11    | Agradecimientos                                     | Yuri                                                                                 | 2:12     |